# Катана
Катана (刀) је јапански дворучни мач (大刀, daitō), којим су се користили припадници јапанске ратничке класе, самураји. Обично се носила у пару са сличним, кратким мачем који се назива вакизаши. Ова два мача, у пару, називају се даишо и представљали су друштвену моћ и част самураја. Дуги мач се користио за борбу а кратки најчешће за извршење ритуалног самоубиства (сепуку) услед пораза и изгубљене части самураја.

## Етимологија и позајмљенице
Реч катана се први пут појављује на јапанском у Нихон Шокију из 720. године. Термин је спој ката („једнa странa, једнострано“) + на („оштрица“), за разлику од на двостраног цуругија. 
Катана припада породици нихонто мачева, а одликује се дужином сечива (нагаса) већом од 2 шакуа, приближно 60 cm (24 in).
Катана је такође позната као дај или дајто међу западним ентузијастима мача, иако је дајто генерички назив за сваки јапански дуги мач, што дословно значи „велики мач“. Пошто јапански нема одвојене облике множине и једнине, катане и катане се сматрају прихватљивим облицима.
Изговара се , кан'јоми (јапанско читање) канџи 刀, што првобитно значи сечиво са једном ивицом (било које дужине) на кинеском, реч је усвојена као позајмљена реч од стране Португалаца. На португалском назив (спелује се catana) значи „велики нож” или мачета.

## Опис
Катана се генерално дефинише као јапански мач стандардне величине, умерено закривљен (за разлику од старијег тачија који има више закривљености) са дужином сечива већом од 60,6 cm (23,9 in) (јапански 2 шакија). Он се одликује својим препознатљивим изгледом: закривљено, витко, једнобридно сечиво са округлим или четвртастим штитником (цуба) и дугом дршком за две руке.
Уз неколико изузетака, катана и тачи се могу разликовати један од другог, ако су потписани, по локацији потписа (меј) на тангу (накаго). Уопштено говорећи, меј би требало да буде урезан у страну накага која би била окренута ка споља када се мач носи. Пошто се тачи носио са резном ивицом надоле, а катана са оштрицом нагоре, меј би се налазио на супротним местима на тангу.
Западни историчари су рекли да су катане биле међу најбољим резним оружјем у светској војној историји. Међутим, главно оружје на бојном пољу у сенгоку периоду у 15. веку били су јуми (лук), јари (копље) и танегашима (пушка), док су катана и тачи коришћени само за блиску борбу. Током овог периода, тактика се променила у групну борбу ашигаруа (пешака) мобилисаних у великом броју, тако да су нагината (оружја са мотком) и тачи застарели као оружје на бојном пољу и заменили су јаријем и катаном. У релативно мирном едо периоду, катана је добила на значају као оружје, а на крају едо периода, шиши (политички активисти) су водили многе битке користећи катану као главно оружје. Кроз историју, катана и тачи су често коришћени као поклони између дајмјоа (феудалног господара) и самураја, или као понуде камијима садржаним у шинтоистичким светилиштима и симболи ауторитета и духовности самураја.

## Историја
Производња мачева у Јапану је подељена у специфичне временске периоде:
- Јокото (древни мачеви, до око 900.)
- Кото (стари мачеви из око 900–1596)
- Шинто (нови мачеви 1596–1780)
- Шиншинто (новији мачеви 1781–1876)
- Гендајто (модерни или савремени мачеви 1876 – данас)

### Кото(стари мачеви)
Катана потиче од сасуге (刺刀), врсте танта (кратког мача или ножа) који су користили нижерангирани самураји који су се борили као пешадија у камакура периоду (1185–1333). Њихово главно оружје била је дуга нагината, а сасуга резервно оружје. У нанбокучо периоду (1336—1392) који одговара раном муромачи периоду (1336—1573), дуго оружје као што је одачи је било популарно, а заједно са тим, сасуга је продужена и коначно постала катана. Такође, постоји теорија да се кошигатана (腰刀), врста тантоа којом су се опремали самураји високог ранга заједно са тачијем, развила у катану кроз исту историјску позадину као и сасуга, и могуће је да су се оба развила у катану. Најстарија катана која постоји данас се зове Хишизукури учигатана. Она је искована у нанбокучо периоду, а касније је посвећена светилишту Касуга.
Прва употреба катане као речи за описивање дугог мача који се разликовао од тачија јавља се још у камакура периоду. Сматра се да ове референце на „учигатану“ и „цубагатану“ указују на другачији стил мача, вероватно јефтинији мач за ниже рангиране ратнике. Почевши од 1400. године, прављени су дугачки мачеви, као што је потписани меј у стилу катане. Ово је био одговор на самураје који су носили свој тачи у ономе што се сада зове „катана стил” (ивица нагоре). Јапански мачеви се традиционално носе тако да је меј окренут од носиоца. Када се тачи носи у стилу катане, са оштрицом нагоре, потпис тачија бива окренут на погрешну страну. Чињеница да су израђивачи мачева почели да потписују мачеве потписом катане показује да су неки самураји тог периода почели да носе мачеве на другачији начин.
Традиционално, јуми (лукови) су били главно ратно оружје у Јапану, а тачи и нагината су коришћени само за блиску борбу. Онинов рат у касном 15. веку, у муромачи периоду, проширио се у домаћи рат великих размера, у којем су запослени фармери звани ашигару били мобилисани у великом броју. Они су се борили као пешадија користећи катану краћу од тачија. У сенгоку периоду (период зараћених држава) у касном муромачи периоду, рат је постао све већи и ашигару су се борили у блиској формацији користећи јари (копља) која су им позајмљена. Штавише, у касном 16. веку, танегашима (мушкете) су уведене из Португалије, а јапански ковачи мачева су масовно производили побољшане производе, док су се ашигару борили изнајмљеним пушкама. На бојном пољу у Јапану, пушке и копља су поред лукова постали главно оружје. Због промена у стиловима борбе у овим ратовима, тачи и нагината су застарели међу самурајима, а катана, која је била лака за ношење, постала је превалентно оружје. Тачи са својим сјајним изгледа постепено је постао симбол ауторитета самураја високог ранга.